# Galeazzo Gegald
Galeazzo Gegald ou Galeazzo Regardus (fr. Gallois de Regard) foi um prelado católico romano que serviu como bispo de Bagnoregio (1563–1568).

## Biografia
No dia 15 de outubro de 1563, Galeazzo Gegald foi nomeado durante o papado de Pio IV como Bispo de Bagnoregio,  onde serviu como bispo até à sua renúncia em 1568.

## Sucessão episcopal
Enquanto bispo, foi o principal consagrador de:
- Claude de Granier, Bispo de Genebra (1579);

e o principal co-consagrador de:
- Giuliano de' Medici, Bispo de Béziers (1567);
- Tommaso Sperandio Corbelli, Bispo de Trogir (1567);
- Andrea Minucci, arcebispo de Zadar (1568);
- Vincenzo Ercolano, bispo de Sarno (1570);
- Donato Stampa, Bispo de Nepi e Sutri (1570);
- Claude de La Baume, Arcebispo de Besançon (1570);
- Nicolò Ormanetto, bispo de Pádua (1570); e
- Wolfgang Holl, bispo auxiliar de Eichstätt (1570).